# David Shugar
David Shugar, né à Józefów Witowicki (en) le 10 septembre 1915 et décédé à Varsovie le 31 octobre 2015, est un physicien et biophysicien canadien. Après avoir été relaxé dans une affaire d’espionnage pour le compte de l'Union soviétique en 1946, il se voit forcé de quitter le Canada où il ne trouve plus d'emploi. Il part pour l'Europe, travaillant à Paris puis Bruxelles avant de s'établir à Varsovie en 1952. Il jouera dès lors un rôle pionnier dans le développement de la biophysique en Pologne et  la coopération scientifique entre l'Est et l'Ouest.

## Biographie

### Enfance, études et début de carrière
David Shugar naît à Józefów Witowicki (en) dans la région de Kielce, en Pologne en 1915. Ses parents, Joseph et Reizl Shugar sont des juifs orthodoxes, il a quatre frères et sœurs,. Au sortir de la Première Guerre mondiale, en 1918, la famille émigre au Canada, David Shugar a alors 3 ans. Les Shugar habite Montréal, avenue Duluth à proximité de la rue Saint-Urbain un quartier populaire où nombre d'immigrants juifs d'Europe de l'Est se sont établis. Son père est chargé de la surveillance de la conformité des œufs avec la cacherout. David, très jeune travaille, distribuant à bicyclette les œufs à la clientèle.
Shugar fréquente l’école secondaire Baron Byng, terminant premier dans la province à ses examens d'inscription, selon sa famille. Il entamme des études en physique à l’Université McGill de Montréal en 1936. Il obtient son doctorat en 1940. C'est à McGill qu'il rencontre sa future femme, Grace Wales (1918-2013), qui y étudie les sciences de l’éducation et milite au sein d'un mouvement estudiantin chrétien. Cette union mixte n'ira pas sans difficultés avec la famille de David Shugar qui est très religieuse.
À partir de janvier 1941, Shugar effectue des travaux de recherche pour le compte de Research Enterprises Limited (en) une société de la Couronne basée à Leaside près de Toronto chargée de développer des instruments d'optique et du matériel électronique pour l'armée canadienne. Il sert à partir de 1944, en tant que spécialiste des ultrasons, dans la Marine royale canadienne au grade de sous-lieutenant. Il y fait de la recherche sur la détection sous-marine.
Début 1946, il est relevé de ses obligations militaires et est employé au ministère de la Santé et du Bien-être. Là-bas, il effectue un travail de recherche en lien avec la médecine.
David Shugar a un certain nombre d'activités militantes. Il a été renvoyé, puis réintégré, de Research Enterprises Limited pour avoir tenté d'y organiser un syndicat. Il a aussi dirigé un temps le Conseil national pour l'amitié canado-soviétique.

### Accusation d’espionnage
Début septembre 1945, moins d'un mois après la fin de la Seconde Guerre mondiale, Igor Gouzenko, un agent de l'ambassade soviétique à Ottawa chargé du codage et du décodage des communications fait défection et demande l'asile politique, remettant  plus d'une centaine de documents à la Gendarmerie royale du Canada. Les révélations de Gouzenko conduisent le gouvernement canadien à proroger la loi sur les mesures de guerre qui limite, entre autres, l'habeas corpus. Une commission d'enquête, dirigée par deux juges de la cour suprême, Roy Kellock et Robert Taschereau, est formée et ses premières conclusions vont conduire à un vaste coup de filet.
À partir du 15 février 1946, 21 suspects, dont David Shugar, sont interpelés et détenus au sein de la base des Forces canadiennes Rockcliffe (en). Shugar, qui a été maintenu à l'isolement plusieurs semainee dans une cellule, ne pouvant recevoir aucune visite, comparait le 8 mars 1946 devant la commission d'enquête. L'absence d'éléments à charge conduit à sa libération.
Cependant la commission publie un rapport dans lequel elle induit fortement que David Shugar a livré des secrets à l'URSS. Il est donc poursuivi par la justice canadienne, son procès débute ne novembre 1946. L'accusation repose sur deux éléments : sa participation à la Canadian Association of Scientific Workers que la commission Kellock-Taschereau estime être une organisation communiste et le fait qu'il ait une fois rencontré  Sam Carr (en), figure importante du Parti ouvrier progressiste, vitrine légale du Parti communiste du Canada à partir de 1943.
Onze personnes sont condamnées, dont Sam Carr et Alan Nunn May (en). David Shugar est acquitté le 7 décembre 1946 mais le rapport de la commission Kellock-Taschereau est largement publicisé. Shugar est renvoyé de son poste au sein du ministère de la Santé et du Bien-être et ne trouve pas d'autre emploi. La marine refuse de lui payer sa pension militaire. Les démarches  du chercheur pour faire retirer le rapport de la commission de la circulation, obtenir sa réintégration et le paiement de sa pension sont des échecs. Il en est réduit à écrire sous pseudonyme des articles de vulgarisation scientifique dans un magazine grand public. Les époux Shugar se voient donc acculés à l'exil.

### Travail à Paris puis à Bruxelles
Louis Rapkine qui vient de prendre la direction du  laboratoire de chimie cellulaire nouvellement créé au sein de  à l'Institut Pasteur à Paris invite Shugar à rejoindre son équipe. Rapkine c'était déjà illustré avant Guerre en organisant l'accueil des scientifiques juifs menacés par le nazisme. Là il travaille notamment sur la cinétique enzymatique
David Shugar évoque son accueil par Rapkine en ces termes : 

« C’était la période dans laquelle de nombreux intellectuels américains, y compris des scientifiques, prolongeaient leur séjour en Europe de l’Ouest aussi longtemps que possible, pour éviter de retrouver en rentrant l’atmosphère de chasse aux sorcières et les attaques impudentes contre la liberté académique. Louis était complètement conscient de cette situation et il fit ce qu’il pouvait pour s’y opposer. Une fois il se référa à ma situation : j’étais une des premières victimes de cette période, dont il avait entendu parler par le professeur Bernal et il ajouta que, à part le fait qu’il considérait mes compétences suffisantes pour avoir un poste dans son laboratoire, il était également satisfait de pouvoir s’opposer à une discrimination politique. »

Shugar enseigne aussi à la Sorbonne. Néanmoins les autorités françaises ordonnent son expulsion, d'après Shugar, sur demande des États-Unis. Il parvient dans un premier temps à repousser l'échéance grâce au soutien de la Ligue des droits de l'Homme mais doit finalement quitter le pays en 1650.
Il s'installe alors en Belgique où il reçoit l'assistance de la famille Errera. C'est dans les salons des Errera qu'il est introduit au biologiste Jean Brachet dont la pensée aura sur lui une grande influence. Il poursuit ses recherches au Centre de physique nucléaire de l'Université libre de Bruxelles. Il travaille pendant cette période sur les propriétés spectrales des composants de base des acides aminés et des protéines.Cependant, en 1952, un article de la presse belge révèle sa présence dans le pays et, se sentant menacé, Shugar décide de quitter le pays.

### Installation en Pologne
Shugar reçoit de la part du physicien Leopold Infeld une invitation à venir travailler en Pologne. Infeld, lui même d'origine juive polonaise a été le collaborateur d'Albert Einstein. Après avoir travaillé au Canada il est revenu s'installer en Pologne en 1950.
Le couple Shugar part donc pour Varsovie. Ils doivent tous deux faire l'apprentissage du polonais, langue que Shugar, qui a quitté la Pologne en bas âge, ne maitrise pas. Il travaille à l'institut national d'hygiène (jusqu'en 1964) ainsi qu'à l'institut de biochimie et biophysique de l'Académie polonaise des sciences de 1954 à 1985. Il fonde en 1965 le département de biophysique au sein de la faculté de physique de l'Université de Varsovie. Ses publications portent sur la biochimie, la chimie physique et biophysique des acides nucléiques et de leurs analogues ainsi que sur la mutagénèse, les antirétroviraux et la modélisation des processus biologiques. Son épouse,Grace obtient un doctorat de psychologie à l'université de Varsovie où elle enseigne par la suite. Elle y créera un centre de psycholinguistique développementale.
Grâce à sa position, il possède une carte de résidence polonaise et la nationalité canadienne, Shugar joue un rôle important dans la coopération scientifique entre le bloc communiste et l'Ouest. En 1964, il organise à Varsovie le premier congrès de la Fédération européenne des sociétés de biochimie. Cet évènement rassemble plus d'un millier de scientifiques, de l'Est comme de l'Ouest, ce qui est pour l'époque exceptionnel.
Il se lie d'amitié avec le physicien et biologiste belge Erik De Clercq (en) de l'Institut Rega de recherche médicale (en) (Louvain) qu'il introduit à la synthétisation des nucléosides et auquel il envoie des  polynucléotydes que De Clercq teste à Louvain. Cette coopération Est-Ouest dont Shugar était l'une des chevilles ouvrières a permis la mise au point du Ténofovir, un antirétroviral ayant grandement amélioré le traitement du VIH.
Shugar développe aussi des liens forts avec l'institut Weizmann de Rehovot où il est régulièrement invité. Les Israéliens lui fournissent des composés chimiques, les premiers nucléosides, qui ne sont alors pas disponibles en Pologne. Il se lie notamment d’amitié avec Ephraïm Katzir, directeur de l'institut, qui deviendra président d'Israël en 1974 et qui le protège lorsqu'un climat antisémite se développe en Pologne.
Ses relations avec le régime communiste polonais sont houleuses. Il est en effet soupçonné d'avoir des positions de droite, notamment en raison de son refus constant de prendre sa carte au parti communiste polonais, ce qui lui aurait permis de bénéficier d'un certain nombre d'avantages matériels. Il refuse aussi d'obtenir la nationalité polonaise ou même le statut de résident permanent, se définissant comme un Canadien vivant temporairement en exil. Cependant sa stature intellectuelle le protège et sa position devient moins précaire après la chute du mur et la transformation du pays en démocratie libérale.
Shugar n'a jamais coupé les liens avec le Canada, y retournant très régulièrement pour visiter sa famille et faire de la recherche. Il a ainsi été plusieurs fois professeur invité à l'université Laval. En 1957, lorsque le gouvernement canadien a refusé de lui renouveler son passeport, il a fait valoir l'existence de ces liens constants avec son pays pour obtenir gain de cause. Les Shugar ont pensé rentrer définitivement au Canada dans les années 60 alors que la situation politique y avait évolué mais, en 1964, le décès soudain à Varsovie de leur fille unique, Barbara, atteinte d'un cancer, les a incité à rester dans le pays. Sa femme, Grace, est décédée en 2013
L'année de sa centième année, en 2015,Harriet Shugar, nièce de David Shugar, a lancé une pétition afin que le Canada s'excuse pour le traitement qu'il lui avait fait subir dans les années 1940 mais le gouvernement Harper n'a fait aucune réponse. Il est décédé le 31 octobre 2015. Ses cendres reposent dans un cimetière de Varsovie dans la tombe où sont enterrées son épouse et sa fille.

## Publications et distinctions
David Shugar  est l'auteur de plus de 300 publications scientifiques, et a été cité plus de 10 000 fois. Il est co-auteur du premier livre sur la photochimie des acides nucléiques (Shugar, McLaren, Pergamon 1964).
Il est fait en 1969 docteur honoris causa de l'Université de Gand et en 1995 de l'Université de Varsovie. En 1976, il reçoit la médaille d'or de la Société internationale de photobiologie.
En 1983 il devient membre « étranger » de l'Académie polonaise des sciences.
- Commandeur de l'Ordre Polonia Restituta. En 1995, il est fait commandeur de l'Ordre Polonia Restituta.

En 1999, David Shugar est nommé membre de la Société royale du Canada